# Berlin-Späthsfelde

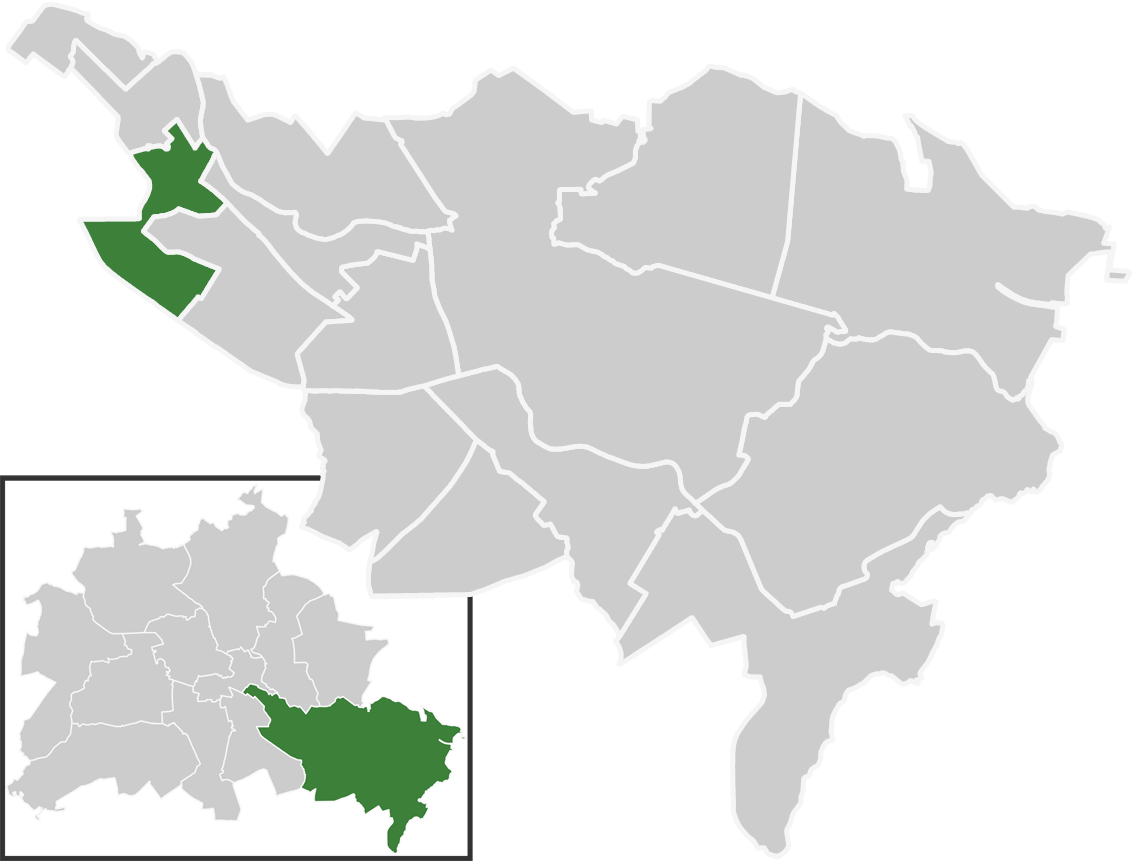
Lage Baumschulenwegs im Bezirk Treptow-Köpenick von Berlin, westlicher Teil davon: Ortslage Späthsfelde

Späthsfelde ist eine Siedlung und Ortslage im Bezirk Treptow-Köpenick von Berlin, nahe der Königsheide gelegen, und gehört innerhalb dieses Bezirks zum Ortsteil Baumschulenweg und seit dem Groß-Berlin-Gesetz von 1920 offiziell zu Berlin. Bis zur Bezirksgebietsreform 2001 war Späthsfelde Bestandteil des ehemaligen Verwaltungsbezirks Treptow.

## Geographie
Die eigentliche Siedlung liegt in Berlin-Baumschulenweg zwischen der Königsheide und dem Teltowkanal und wird nordwestlich von der Späthstraße bzw. südöstlich durch die Johannisthaler Chaussee begrenzt.
Unter der Ortslage Späthsfelde selber wird darüber hinaus das gesamte Gebiet verstanden, welches im Norden vom Britzer Verbindungskanal, im Nordosten von der Königsheide, im Südwesten vom Wasserwerk Johannisthal und im Süden und Westen vom Teltowkanal zu Britz begrenzt wird. Dazu zählt neben der Siedlung Späthsfelde auch die nördlich der Späthstraße gelegene Siedlung Daheim.
In naturräumlicher Hinsicht liegt ganz Späthsfelde im Urstromtal der Spree, überwiegend auf Talsanden, zum Teltowkanal hin auch auf stärker organisch geprägten See- und Moorablagerungen (Torf, Mudde).
Der Bereich Späthsfelde ist geprägt durch Einfamilienhäuser, Dauer-Kleingärten sowie die weitreichenden Anlagen der Späth’schen Baumschule und das durch Späth angelegte Arboretum. Die Siedlung liegt auf einer Höhe von 34 m ü. NHN hat rund 2400 Einwohner (2004).
Späthsfelde ist durch die Anschlussstellen Späthstraße (eröffnet Juli 2004) und Johannisthaler Chaussee (Herbst 2005) an die A 113 angebunden.
Der Grundriss der Siedlung besteht aus einem nahezu rechtwinklig angelegten Straßengitter: Parallel zur Tallinie, welcher der Teltowkanal folgt sowie auch der Königsheideweg (der Späthsfelde von der Königsheide trennt), verlaufen vier Erschließungsstraßen (von Südwest nach Nordost): Ligusterweg, Aprikosensteig, Mahonienweg (älterer Teil) sowie Alpenrosenweg. Die einzelnen Parzellen der Siedlung sind jedoch zumeist von den südwest-nordöstlich verlaufenden Erschließungsstraßen zu erreichen: (von Südost nach Nordwest) Johannisthaler Chaussee, Agavensteig, Berberitzenweg, Späthsfelder Weg, Thujaweg und Mahonienweg (neuer Abschnitt).

## Geschichte

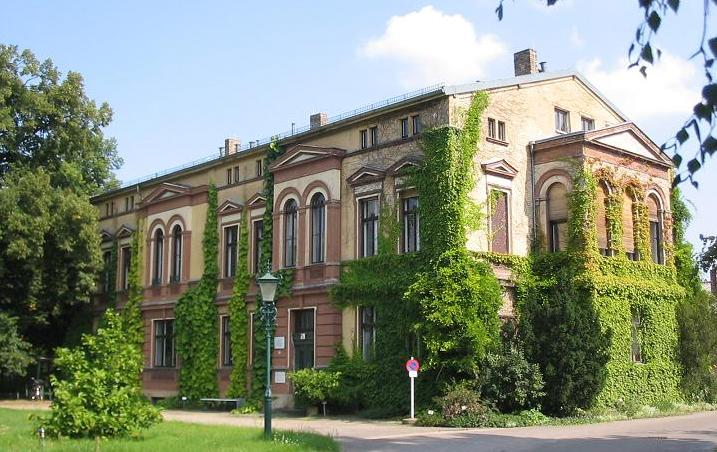
Ehemaliges Herrenhaus Späth von 1874 auf dem Arboretumsgelände; seit 1961 Standort wissenschaftlicher Forschungen und Teil der HU

Der studierte Botaniker Franz Späth und Inhaber in der fünften Generation, kaufte ab 1863 von 60 verschiedenen Besitzern den Großteil der zwischen Britz und Johannisthal gelegenen Rudower und Britzer Wiesen auf, um den traditionsreichen Gärtnereibetrieb seiner Familie hier anzusiedeln. Die Gärtnerei war 1720 von Christoph Späth außerhalb Berlins vor dem Halleschen Tor gegründet und 1760 in die Köpenicker Landstraße im historischen Stadtteil Luisenstadt verlegt worden. Auf dem neu erworbenen Wiesengelände, das später die Ortsteilbezeichnung Baumschulenweg bekam, gründete Franz Späth 1865 die Baumschule L. Späth (benannt nach seinem Vater Ludwig), die sich Ende des 19. Jahrhunderts zur größten Baumschule der Welt entwickeln sollte. Die zusammenhängende, vollständig bepflanzte Anlage betrug seinerzeit 120 Hektar.
Späth ließ 1879 im vergrößerten Garten seines Hauses ein Arboretum anlegen, das nach Plänen des Berliner Stadtgartendirektors Johann Heinrich Gustav Meyer im englischen Gartenstil gestaltet wurde. Im Zweiten Weltkrieg wurde das Gelände vor allem während der Schlacht um Berlin stark beschädigt. Das Arboretum wurde in der SBZ 1947 in Volkseigentum überführt und in der DDR ab 1961 dem Institut für Spezielle Botanik der Humboldt-Universität angegliedert. Seitdem ist es in den Sommermonaten vom 1. April bis 31. Oktober öffentlich zugänglich. Parallel finden im jetzt so benannten Späth-Arboretum mehrfach im Jahr Konzerte und Führungen statt, wie zur langen Nacht der Wissenschaften.
Der Bau des Teltowkanals und des Britzer Verbindungskanals ab 1900 führte zum Sinken des Grundwasserspiegels, wodurch Teilflächen der Baumschule nicht mehr wirtschaftlich genutzt werden konnten. Zum Ausgleich entstand in Ketzin im Havelland eine neue Baumschule. Die aufgegebenen Flächen in Britz (noch nicht Berlin) wurden parzelliert und verkauft. Die rege Bautätigkeit führte zur Entstehung der Siedlung Späthsfelde mit Kleingartenanlagen, wie Britzer Allee, Silberlinde, Gemütliches Heim, Späthswalde u. a.

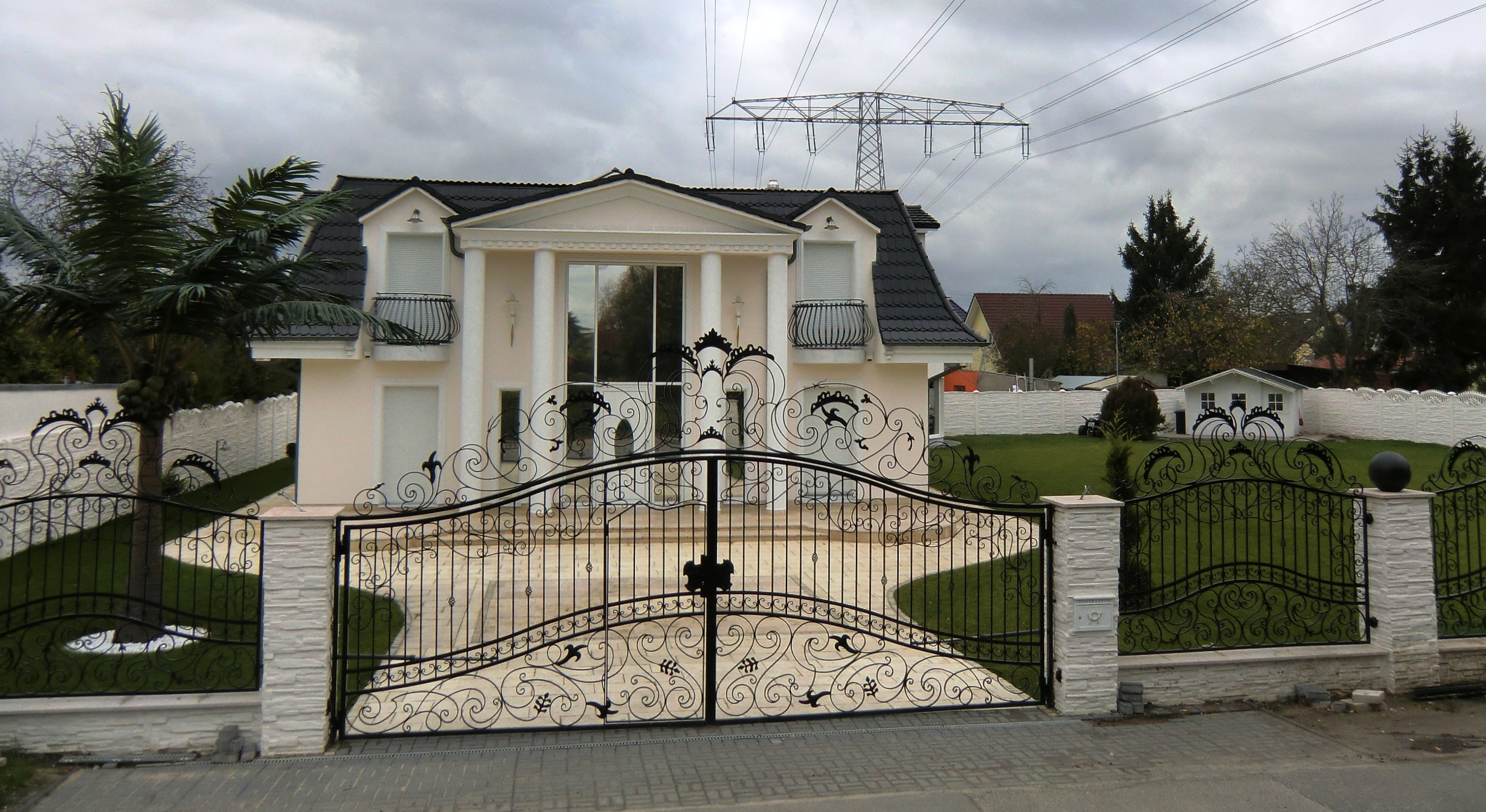
Für Späthsfelde eher untypisches Einfamilienhaus, entstanden nach 1990 im ehemaligen Sperrgebiet

Die Ortslage Späthsfelde gehörte nach dem Groß-Berlin-Gesetz von 1920 bis 1938 zum Ortsteil Britz im Berliner Verwaltungsbezirk Neukölln.
Die Berliner Gebietsreform mit Wirkung zum 1. April 1938 hatte zahlreiche Begradigungen der Bezirksgrenzen sowie einige größere Gebietsänderungen zur Folge. Der Teltowkanal wurde als neue Bezirksgrenze zwischen Neukölln und Treptow festgelegt, die Ortslage Späthsfelde dem Ortsteil Johannisthal im Verwaltungsbezirk Treptow zugeordnet. Durch Beschluss des Bezirksamtes Treptow zur Veränderung und Anpassung von Ortsteilgrenzen erfolgte zum 1. Januar 1998 eine Neuzuordnung der Ortslage Späthsfelde vom Ortsteil Johannisthal zum Ortsteil Baumschulenweg. Kirchlich verblieb Späthsfelde weiter den Johannisthaler Gemeinden zugeordnet; so für Protestanten die evangelische Kirche Johannisthal.
Von 1961 bis 1989 waren Teile von Späthsfelde Sperrgebiet im Schatten der Berliner Mauer. Im Zuge der ab 1990 erneut einsetzenden Bautätigkeit wurde die Bebauung durch Grundstücksteilungen und An- und Umbauten verdichtet. Ab 2000 ist auf einer weiteren ehemaligen Teilfläche der Späth’schen Baumschule die Zapf-Siedlung „Späthsches Viertel“ als größere Reihenhaussiedlung (in zwei Bauabschnitten mit jeweils eigener Wohnungseigentümergemeinschaft) entstanden.
Im Jahr 2003 wurde die Siedlung Späthsfelde im noch aktuellen Sozialstrukturatlas Berlin an dritter Stelle der Verkehrszellen von Berlin mit dem besten Wert beim Sozialindex genannt.